# Hercostomus gavarniae
Hercostomus gavarniae är en tvåvingeart som beskrevs av Octave Parent 1928. Hercostomus gavarniae ingår i släktet Hercostomus och familjen styltflugor. Inga underarter finns listade i Catalogue of Life.